# Новокур'яново
55°31′14″ пн. ш. 37°32′54″ сх. д. / 55.52056° пн. ш. 37.54833° сх. д.

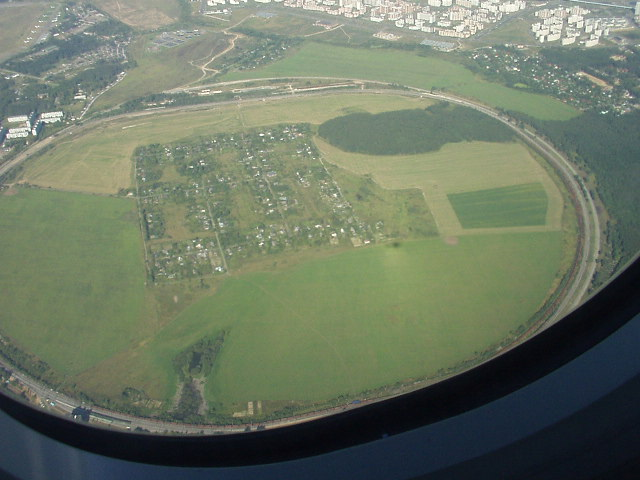
Село розташовано посередині Експериментальної кільцевої залізниці ВНДІЗТ

Новокур'яново (Ново-Кур'яново, рос. Новокурьяново, Ново-Курьяново) — село у складі району Південне Бутово Південно-Західного адміністративного округу міста Москви.

## Історія
Село виникло в 1930-х рр., коли мешканці села Кур'яново, де налічувалося 108 дворів, були переселені для будівництва на місці села Кур'яновської станції аерації і селища при ній. Нове село розташувалося всередині експериментального залізничного кільця ЦНДІ МПС, збудованого 1932 року.
1984 року село було включене до складу Москви.
6 лютого 1986 року вулиці села були перейменовані. Всі вони отримали нові назви на честь міста Желєзногорська Курської області:
- 1-а Желєзногорська вулиця — колишня Лісова,
- 2-я Желєзногорська вулиця — колишня Садова,
- 3-тя Желєзногорська вулиця — колишня Центральна,
- 4-я Желєзногорська вулиця — колишня Вокзальна,
- 5-я Желєзногорська вулиця — колишня Першотравнева,
- 6-я Желєзногорська вулиця — колишня Московська,
- Желєзногорський проїзд — колишня Шосейна вулиця.

## Сучасний стан
У Новокур'янові немає газу, води, опалення, магазинів та ніякого громадського транспорту, існує лише один шлях в село (Желєзногорський проїзд, через який перекинуті мости для шляхів випробувального кільця). Діє початкова школа № 1165. Чисельність постійного населення 368 мешканців. Село, згідно з постановою уряду Москви № 150-ПП від 7 березня 2006 р., намічене до відселення. На місці села, зокрема, планується будівництво електродепо Московського метрополітену «Новокур'яново».